# Andy Ngo
Andy Cuong Ngô (Portland, Estados Unidos, 1986) es un activista y periodista estadounidense de origen vietnamita, conocido sobre todo por cubrir protestas callejeras en su ciudad natal. Es editor general de The Post Millennial, un sitio web de noticias canadiense. Ngo recibió atención nacional en junio de 2019 cuando fue asaltado por asaltantes no identificados que parecían ser manifestantes antifa mientras cubrían una protesta contra una marcha de los Proud Boys en Portland, Oregón.

## Biografía
Ngo nació y creció en Portland, Oregon. Sus padres emigraron de Vietnam en barco en 1978. Criado en una familia budista, Ngo comenzó a asistir a una iglesia cristiana evangélica en la escuela secundaria. Posteriormente se convirtió en ateo, estando fuertemente en contra de la religión organizada, que se reflejó en su actividad en las redes sociales en forma de "lenguaje inflamatorio"; sin embargo, él dice que el lenguaje no refleja sus creencias actuales.
Mientras asistía a la Universidad de California, Los Ángeles, Ngo se ofreció como voluntario con AmeriCorps. Se graduó de UCLA en 2009 con un título de diseño gráfico, pero le resultó difícil encontrar trabajo, por lo que tuvo un período de desempleo y trabajó como fotógrafo en un concesionario de automóviles usados y en varios trabajos de salario mínimo. Después de la universidad, Ngo salió del armario como gay mientras visitaba a sus primos en zonas rurales de Vietnam.

## Credibilidad
La credibilidad de Ngo y su objetividad como periodista han sido ampliamente criticadas. Desde 2019, ha sido acusado de usar videos selectivamente recortados y compartir información engañosa e inexacta para pintar a los activistas antifa como violentos, y de minimizar la violencia de la extrema derecha, incluso Columbia Journalism Review lo llamó a Ngo un "provocador desacreditado".
Ngo también ha recibido críticas por presuntamente asociarse con los mismos grupos de extrema derecha sobre los que pretende informar. Después de que Ngo fuera agredido por manifestantes de izquierda en Portland en 2019, el periódico Willamette Week de Portland citó a un miembro anónimo de Proud Boys diciendo que el ataque a Ngo "ocurrió porque ignoró la oferta de protección de Proud Boys" y en consecuencia, afirmó que "es cada vez más evidente que [Ngo] está coordinando sus movimientos y su mensaje con los grupos de derecha".
BuzzFeed News informó que "la marca literal de [Ngo] es que los antifascistas son violentos y detestan a él", y agregó que "ha estado construyendo una confrontación dramática con la extrema izquierda de Portland durante meses, su estrella aumentando junto con la severidad de los encuentros ... [Ngo] está dispuesto a hacerse él mismo la historia y a transmitir él mismo haciéndola. Procede de una cosmovisión y busca confirmarla, sin preguntarse hasta qué punto su cobertura se convierte en una profecía autocumplida". El experto en extremismo de la Universidad Estatal de California, San Bernardino, Brian Levin, afirmó que Ngo era "un experto político que sin duda aprovecha al máximo sus conflictos, que a veces se vuelven violentos con él ... Pero hay que reconocer que nunca lo he visto ser el agresor físico en las publicaciones que ha hecho en general.”
Ngo fue objeto de controversia en 2020 cuando se supo que el grupo satánico neonazi Atomwaffen division había usado información por él recopilada para elaborar una lista de periodistas y activistas a los que matar.

## Libros
- Unmasked: Inside Antifa's Radical Plan to Destroy Democracy (2021) ISBN 978-1546059585